# Ura moči
Ura moči je tedenska komentatorska oddaja, ki jo je prve štiri sezone vodil Bojan Požar, od pete dalje pa jo vodi Luka Svetina. V njej vsak teden z dvema gostoma komentira aktualne politične tematike. Na sporedu je ob nedeljah ob 18.20 na Planet TV.
V luči prepovedi predvajanja pogovora z Milošem N. Milovićem, bivšim neformalnim svetovalcem Roberta Goloba, se je oddaja septembra 2024, kljub načrtovani peti sezoni, prvotno zaključila. Planet TV je nato s 13. oktobrom napovedal vrnitev oddaje z novim voditeljem.

## Sezone
| Sezona | Sezona | Oddaje | Začetek          | Konec             |
| ------ | ------ | ------ | ---------------- | ----------------- |
|        | 1      | 25     | 17. maj 2021     | 26. december 2021 |
|        | 2      | 40     | 9. januar 2022   | 25. december 2022 |
|        | 3      | 25     | 1. januar 2023   | 25. junij 2023    |
|        | 4      | 44     | 27. avgust 2023  | 30. junij 2024    |
|        | 5      | 35     | 13. oktober 2024 | 29. junij 2025    |
|        | 6      |        | 24. avgust 2025  |                   |

## Komentatorji

### Prva sezona
| Komentator(ka)     | Št. oddaj |
| ------------------ | --------- |
| Peter Gregorčič    | 8         |
| Miran Videtič      | 7         |
| Edvard Kadič       | 6         |
| Boštjan M. Turk    | 6         |
| Robert Polnar      | 2         |
| Sebastjan Jeretič  | 2         |
| Bernard Nežmah     | 2         |
| Zdravko Počivalšek | 1         |
| Bogomil Ferfila    | 1         |
| Aleksandra Pivec   | 1         |
| Matevž Tomšič      | 1         |
| Rado Pezdir        | 1         |
| Tino Mamić         | 1         |
| Miloš Čirič        | 1         |
| Roman Vodeb        | 1         |
| Rok Čakš           | 1         |
| Andrej Vizjak      | 1         |
| Marko Balažic      | 1         |
| Jurij Toplak       | 1         |
| Ljubo Jasnič       | 1         |
| Gorazd Žmavc       | 1         |
| Franc Breznik      | 1         |

### Druga sezona
| Komentator(ka)  | Št. oddaj |
| --------------- | --------- |
| Peter Gregorčič | 17        |
| Miran Videtič   | 16        |
| Edvard Kadič    | 16        |
| Boštjan M. Turk | 14        |
| Bernard Nežmah  | 2         |
| Igor Omerza     | 1         |
| Janez Janša     | 1         |
| Andrej Magajna  | 1         |
| Bernard Brščič  | 1         |
| Blaž Mrevlje    | 1         |
| Matej Tonin     | 1         |
| Tomaž Štih      | 1         |

### Tretja sezona
| Komentator(ka)  | Št. oddaj |
| --------------- | --------- |
| Bernard Nežmah  | 7         |
| Peter Gregorčič | 7         |
| Edvard Kadič    | 7         |
| Boštjan M. Turk | 6         |
| Peter Merše     | 6         |
| Peter Jančič    | 6         |
| Miran Videtič   | 6         |
| Žiga Turk       | 1         |
| Janez Šušteršič | 1         |

### Četrta sezona
| Komentator(ka)    | Št. oddaj |
| ----------------- | --------- |
| Miran Videtič     | 13        |
| Edvard Kadič      | 13        |
| Peter Merše       | 12        |
| Peter Jančič      | 11        |
| Aljuš Pertinač    | 6         |
| Boštjan M. Turk   | 6         |
| Bernard Nežmah    | 6         |
| Peter Gregorčič   | 5         |
| Igor Omerza       | 1         |
| Zala Tomašič      | 1         |
| Zala Klopčič      | 1         |
| Janez Pogorelec   | 1         |
| Vinko Gorenak     | 1         |
| Sebastjan Jeretič | 1         |
| Pavel Rupar       | 1         |
| Žiga Turk         | 1         |
| Janez Šušteršič   | 1         |
| Marko Balažic     | 1         |
| Anže Logar        | 1         |

### Peta sezona
| Komentator(ka)     | Št. oddaj |
| ------------------ | --------- |
| Vinko Gorenak      | 4         |
| Martin Nahtigal    | 3         |
| Sebastjan Jeretič  | 3         |
| Jelko Kacin        | 3         |
| Andrej Šter        | 2         |
| Žiga Turk          | 2         |
| Bernard Nežmah     | 2         |
| Vida Petrovčič     | 2         |
| Igor Lukšič        | 2         |
| Jože Možina        | 2         |
| Mirko Krašovec     | 1         |
| Samo Pogorelc      | 1         |
| Jožek Horvat Muc   | 1         |
| Nikolaj Tolstoj    | 1         |
| Zeev Boker         | 1         |
| Matej Rigelnik     | 1         |
| Tom Zalaznik       | 1         |
| Jože Plut          | 1         |
| Franci Matoz       | 1         |
| Jožef Jerovšek     | 1         |
| Janez Podobnik     | 1         |
| Franc Rode         | 1         |
| Jasmina Opec Vöröš | 1         |
| Miloš Čirić        | 1         |
| Aleš Primc         | 1         |
| Janez Pogorelec    | 1         |
| Valentin Areh      | 1         |
| Janez Juhant       | 1         |
| Metka Zorc         | 1         |
| Stane Granda       | 1         |
| Peter Jančič       | 1         |
| Branko Grims       | 1         |
| Vladimir Prebilič  | 1         |
| Martin Premk       | 1         |
| Ernest Petrič      | 1         |
| Bogomil Ferfila    | 1         |
| Janez Zupan        | 1         |
| Janez Remškar      | 1         |
| Branko Kastelic    | 1         |
| Lojze Peterle      | 1         |
| Urša Cankar Soares | 1         |
| Igor Vovk          | 1         |
| Igor Omerza        | 1         |
| Borut Rončević     | 1         |
| Jan Zobec          | 1         |
| Tino Mamić         | 1         |

## Cenzura oddaje z Milošem Milovićem
V torek, 27. avgusta 2024 je Bojan Požar posnel prvo oddajo 5. sezone Ure moči, v kateri je gostil Miloša Njegoslava Miloviča, nekdanjega neformalnega svetovalca premierja Roberta Goloba. Intervju naj bi vseboval razkritja v zvezi z visoko slovensko politiko, državnimi posli, nadzorom nad pravosodjem ter izdajstvom osebnega prijateljstva. Milović je namreč v preteklosti svetoval o uvedbi novega načina varovanja premierja, bil je prisoten tudi na sestankih z Ministrstvom za notranje zadeve in takratno ministrico Tatjano Bobnar, brez pooblastila pa je obiskal tudi druga ministrstva. Leta 2023 je bil pravnomočno obsojen zaradi pomoči pri zlorabi položaja, šlo naj bi za sporen posel v vrednosti 390 tisoč evrov med Slovenskimi železnicami in NB Inženiringom. 28. avgusta 2024, dan po intervjuju na Planet TV, je Milović začel prestajati zaporno kazen.
Čeprav je bila oddaja že posneta in pripravljena za predvajanje v nedeljo, 1. septembra, je Požar v četrtek, 29. avgusta prejel obvestilo, da oddaje ne bo na sporedu. Na družbenih omrežjih je izpostavil, da gre za očitno cenzuro, ki naj bi jo prek madžarskih lastnikov televizije sprožil Aleksander Čeferin, predsednik UEFE.
Kako je to dosegel, po kakšnih kanalih, vem, saj nismo od včeraj, vendar tega zaenkrat, dokler me veže pogodba s Planet TV, ne morem oziroma ne smem objaviti in komentirati.
Moje vodilo, poklicno-novinarsko in zasebno, so namreč tudi naslednje misli: Če izgubiš denar, nisi izgubil ničesar. Če izgubiš zdravje, si izgubil nekaj. Če izgubiš karakter, pa si izgubil vse. Povedano drugače: cenzurirali so me prvič, zadnjič in nikoli več. Ne hvala.
Požar je izrazil ogorčenje nad Planet TV in dejal, da se ne bo uklonil pritiskom in cenzuri, pod vprašaj pa je postavil tudi prihodnost oddaje Ura moči, snemanje nadomestne oddaje je namreč odpovedal, saj da ne bo pristal na nobene kompromise, ki bi ga prisilili v prodajo lastnih načel in integritete.

## Seznam oddaj

### Sezona 1
| #              | Datum              | Teme                                                                         | Komentatorja       | Komentatorja       |
| -------------- | ------------------ | ---------------------------------------------------------------------------- | ------------------ | ------------------ |
| MAJ 2021       |                    |                                                                              |                    |                    |
| 1              | 17. maj 2021       | Ustavna obtožba Janše, afera poslanca Gregorja Židana, sindikati             | Boštjan M. Turk    | Peter Gregorčič    |
| 2              | 24. maj 2021       | Komičen nastop Šarca na koroški televiziji, Janša in medijska vojna          | Edvard Kadič       | Miran Videtič      |
| 3              | 31. maj 2021       | Ideologija levice, zakaj se vse vrti samo okoli Janše                        | Sebastjan Jeretič  | Bernard Nežmah     |
| JUNIJ 2021     |                    |                                                                              |                    |                    |
| 4              | 6. junij 2021      | Poskus zamenjave Zorčiča, viseči parlament, odločitev Ustavnega sodišča      | Robert Polnar      | Franc Breznik      |
| 5              | 13. junij 2021     | Kdo bo po novem vodil DeSUS, kakšne so poteze Karla Erjavca                  | Ljubo Jasnič       | Gorazd Žmavc       |
| 6              | 20. junij 2021     | (Ne)pravna država, ki jo varuje globoka država, novi minister Dikaučič       | Jurij Toplak       | Peter Gregorčič    |
| 7              | 27. junij 2021     | Vode ne damo, kdo je kaj v bitki za vodo na referendumu                      | Andrej Vizjak      | Marko Balažic      |
| AVGUST 2021    |                    |                                                                              |                    |                    |
| 8              | 29. avgust 2021    | Knovs pod Nemcem, stanje na slovenski levici, incident na Kredarici          | Miran Videtič      | Rok Čakš           |
| SEPTEMBER 2021 |                    |                                                                              |                    |                    |
| 9              | 5. september 2021  | Blejski trateški forum, stanje na desnici, poulični vandalizem skrajnežev    | Boštjan M. Turk    | Peter Gregorčič    |
| 10             | 12. september 2021 | Prestopi iz DeSUS v SAB, blišč in beda interpelacij, strategija proti covidu | Edvard Kadič       | Roman Vodeb        |
| 11             | 19. september 2021 | Nasilni protesti, sodba ESČP, skrivnosti bogataša Marčiča, kongres SMC       | Sebastjan Jeretič  | Miloš Čirič        |
| 12             | 26. september 2021 | Vrnitev Milana Kučana, stanje v NSi, politični gangsterizem Alenke Bratušek  | Miran Videtič      | Boštjan M. Turk    |
| OKTOBER 2021   |                    |                                                                              |                    |                    |
| 13             | 3. oktober 2021    | Sporazum KUL koalicije, do kam seže Igor Zorčič, odzivi na film Mitje Okorna | Peter Gregorčič    | Tino Mamić         |
| 14             | 10. oktober 2021   | Intervju o knjigi Vzporedni mehanizem, ki razkriva tajnosti globoke države   | Rado Pezdir        | Rado Pezdir        |
| 15             | 17. oktober 2021   | Kaj se dogaja s Pahorjem, padec SD in rast Levice, Jasničev stečaj DeSUS     | Edvard Kadič       | Matevž Tomšič      |
| 16             | 24. oktober 2021   | Afera Vizjak-Petan in famozna inšpekcija in't Veldove, popoln razkol v DeSUS | Peter Gregorčič    | Miran Videtič      |
| 17             | 31. oktober 2021   | Zakaj Šarec napada Zorčiča, pogovor z Aleksandro Pivec o aktualnih zadevah   | Aleksandra Pivec   | Aleksandra Pivec   |
| NOVEMBER 2021  |                    |                                                                              |                    |                    |
| 18             | 7. november 2021   | Kako so sodišča ljudem povzročila škodo, kakšne voditelje si želimo po 2022  | Edvard Kadič       | Bogomil Ferfila    |
| 19             | 14. november 2021  | Nov predsednik US, kdo je rešil STA, menjave v energetiki, zadeva Vizjak     | Peter Gregorčič    | Boštjan M. Turk    |
| 20             | 21. november 2021  | Šarčeve napovedi čistk, Fajonova ujeta na laži, primer Roberta Goloba        | Miran Videtič      | Bernard Nežmah     |
| 21             | 28. november 2021  | Intervju s poslancem Polnarjem o DeSUS, Janši in Šarcu ter kandidaturi 2022  | Robert Polnar      | Robert Polnar      |
| DECEMBER 2021  |                    |                                                                              |                    |                    |
| 22             | 5. december 2021   | Intervju z ministrom Počivalškom o Magni, Zorčiču in novi stranki Konkretno  | Zdravko Počivalšek | Zdravko Počivalšek |
| 23             | 12. december 2021  | Kongresi strank pred volitvami, politične ankete, afera sodnika Masleše      | Edvard Kadič       | Peter Gregorčič    |
| 24             | 19. december 2021  | Primer Masleša, resolucija o vladavini prava, 10 političnih poražencev 2021  | Boštjan M. Turk    | Miran Videtič      |
| 25             | 26. december 2021  | Kdo so politični in družbeni zmagovalci leta 2021 in zakaj?                  | Boštjan M. Turk    | Miran Videtič      |

### Sezona 2
| #              | Datum              | Teme                                                                                 | Komentatorja    | Komentatorja    |
| -------------- | ------------------ | ------------------------------------------------------------------------------------ | --------------- | --------------- |
| JANUAR 2022    |                    |                                                                                      |                 |                 |
| 26             | 9. januar 2022     | Napeti štart super volilnega leta, aktualno na politični sceni                       | Edvard Kadič    | Peter Gregorčič |
| 27             | 16. januar 2022    | Antifašizem in socializem, zastopanje levice in desnice, kakšno vlado potrebujemo    | Tomaž Štih      | Tomaž Štih      |
| 28             | 23. januar 2022    | Kučanov piknik, Janševe izjave o Tajvanu, napadi na Možino, Golobova stranka         | Boštjan M. Turk | Miran Videtič   |
| 29             | 30. januar 2022    | Zaslišanje Kanglerja, zakaj N. Kovač ustrahuje, projekt Golob, Masleša ostaja sodnik | Edvard Kadič    | Peter Gregorčič |
| FEBRUAR 2022   |                    |                                                                                      |                 |                 |
| 30             | 6. februar 2022    | Intervju s Toninom o volitvah, ministrovanju, Janševi vladi in spopadih z opozicijo  | Matej Tonin     | Matej Tonin     |
| 31             | 13. februar 2022   | Zgaga za SD, ovadba Masleše, Levica in SD na ustavnem sodišču, mafija v zdravstvu    | Boštjan M. Turk | Blaž Mrevlje    |
| 32             | 20. februar 2022   | Bogati poslanci, prodaja hotelov Save, osebnost Nika Kovač, kdo odloča o novi vladi  | Peter Gregorčič | Miran Videtič   |
| 33             | 27. februar 2022   | Ruski napad Ukrajine, nevladniki med kampanjo, ko izgine Golob in pride Kučan        | Edvard Kadič    | Bernard Nežmah  |
| MAREC 2022     |                    |                                                                                      |                 |                 |
| 34             | 6. marec 2022      | Kdo zlorablja Ukrajinsko vojno, Golobova ekipa in program, spopad Golob-SD?          | Peter Gregorčič | Miran Videtič   |
| 35             | 13. marec 2022     | Boj za vstop v parlament - pogled od zunaj, z leve in desne                          | Andrej Magajna  | Bernard Brščič  |
| 36             | 20. marec 2022     | Intervju s predsednikom vlade o vojni v Ukrajini, ZDA in predvolilnem dogajanju      | Janez Janša     | Janez Janša     |
| 37             | 27. marec 2022     | Dogajanje na RTV, začetek kampanje, novo v Aferi farmacevtka, naša misija v Kijev    | Boštjan M. Turk | Edvard Kadič    |
| APRIL 2022     |                    |                                                                                      |                 |                 |
| 38             | 3. april 2022      | Aktualno v volilni kampanji: Golob, Janša, Bratušek, Gale in specialne ovadbe        | Peter Gregorčič | Miran Videtič   |
| 39             | 10. april 2022     | Ozadje balkanskih poslov Goloba, predvolilne tožbe, nastop Marte Kos, kdo bo PV      | Edvard Kadič    | Miran Videtič   |
| 40             | 17. april 2022     | Tik pred volitvami: biseri soočenj, dohodnine Goloba in napoved volilnega izida      | Boštjan M. Turk | Peter Gregorčič |
| MAJ 2022       |                    |                                                                                      |                 |                 |
| 41             | 1. maj 2022        | Resnica o prelomnih volitvah, kdo so zmagovalci in poraženci, kako bo vladal Golob   | Peter Gregorčič | Miran Videtič   |
| 42             | 8. maj 2022        | Sestavljanje nove vlade Roberta Goloba, zakaj desnico čakajo težka leta v opoziciji  | Boštjan M. Turk | Edvard Kadič    |
| 43             | 15. maj 2022       | O izboru ministrov nove vlade, tudi Bratuškove in Šarca, kdo kontrolira Levico       | Peter Gregorčič | Miran Videtič   |
| 44             | 22. maj 2022       | Program koalicijske pogodbe nove vlade, prve poteze nove opozicije SDS-NSi           | Boštjan M. Turk | Edvard Kadič    |
| 45             | 29. maj 2022       | Napovedi novega premierja, uvodni spor v opoziciji, bi moral Janša odstopiti         | Boštjan M. Turk | Miran Videtič   |
| JUNIJ 2022     |                    |                                                                                      |                 |                 |
| 46             | 5. junij 2022      | Kadri nove vlade, agresiven govor Urške Klakočar v DZ, vojna NSi - SDS               | Peter Gregorčič | Miran Videtič   |
| 47             | 12. junij 2022     | Prvih 10 dni vlade: kadrovanje in revanšizem; konec z LMŠ, združitev SDH-DUTB        | Boštjan M. Turk | Peter Gregorčič |
| 48             | 19. junij 2022     | Ko Eles utiša M. Videtiča, Golob pa ministra Hana, zunanja politika pod Tanjo Fajon  | Boštjan M. Turk | Edvard Kadič    |
| 49             | 26. junij 2022     | Prvi spodrsljaji Goloba, preiskava ministrice Stojmenove Duh, boj za (javni) RTV     | Edvard Kadič    | Miran Videtič   |
| SEPTEMBER 2022 |                    |                                                                                      |                 |                 |
| 50             | 4. september 2022  | 100 dni vlade, incident s Švarc Pipanovo, odstop Marte Kos in dogajanje v Svobodi    | Peter Gregorčič | Miran Videtič   |
| 51             | 11. september 2022 | Ob 100 dneh vlade na AGRFT, afera Smodej/Fotopub, eskalacija vojne na RTV SLO        | Boštjan M. Turk | Edvard Kadič    |
| 52             | 18. september 2022 | Analiza predsedniških kandidatov: o možnostih levega in desnega pola                 | Peter Gregorčič | Miran Videtič   |
| 53             | 25. september 2022 | Sporni odpoklic veleposlanika ZDA, nova kandidata Kordiš ter Brglez s podporo GS     | Boštjan M. Turk | Edvard Kadič    |
| OKTOBER 2022   |                    |                                                                                      |                 |                 |
| 54             | 2. oktober 2022    | Nastop predsednice DZ, stanje volilne kampanje, bo NSi vstopila v Golobovo vlado?    | Edvard Kadič    | Miran Videtič   |
| 55             | 9. oktober 2022    | Primer Boks v DZ, boj za 2. krog med Brglezom in Musarjevo, Pučnikov simpozij        | Boštjan M. Turk | Peter Gregorčič |
| 56             | 16. oktober 2022   | Opomini na RTV, predsedniške volitve, spor med Janšo in Toninom, koalicija z NSi?    | Edvard Kadič    | Miran Videtič   |
| 57             | 23. oktober 2022   | Intervju z raziskovalcem Omerzo o njegovi novi knjigi Kocbek, Pahor, Jančar in Udba  | Igor Omerza     | Igor Omerza     |
| 58             | 30. oktober 2022   | Kdo je favorit 2. kroga, napad na Niko Kovač in Grimsa, ideološki spopadi Goloba     | Peter Gregorčič | Edvard Kadič    |
| NOVEMBER 2022  |                    |                                                                                      |                 |                 |
| 59             | 6. november 2022   | Zadnji teden pred 2. krogom, kdo financira 8. marec, vrnitev Pahorja v SD in odzivi  | Miran Videtič   | Boštjan M. Turk |
| 60             | 13. november 2022  | Resnica o referendumu o RTV Slovenija, povezava znanih obrazov z vladno koalicijo    | Peter Gregorčič | Edvard Kadič    |
| 61             | 20. november 2022  | Nov slovenski politični zemljevid in uspeh Logarja, prvi fiasko Musarjeve, NSi v DZ  | Bernard Nežmah  | Peter Gregorčič |
| 62             | 27. november 2022  | Glasovanje evroposlancev o Putinu, zmagovalci lokalnih volitev, Obama o Niki Kovač   | Miran Videtič   | Boštjan M. Turk |
| DECEMBER 2022  |                    |                                                                                      |                 |                 |
| 63             | 4. december 2022   | Izginule napotnice in grožnje ministra zdravnikom, spor med Janšo in stranko NSi     | Edvard Kadič    | Miran Videtič   |
| 64             | 11. december 2022  | Razpadanje javnega zdravstva in delo ministra, kaj pomeni odstop Tatjane Bobnar      | Edvard Kadič    | Boštjan M. Turk |
| 65             | 25. december 2022  | Največji politični poraženci 2022: Počivalšek, Gale, Golob, Janša, davkoplačevalci   | Peter Gregorčič | Miran Videtič   |

### Sezona 3
| #            | Datum            | Teme | Komentatorja    | Komentatorja    |
| ------------ | ---------------- | --- | --------------- | --------------- |
| JANUAR 2023  |                  | |                 |                 |
| 66           | 1. januar 2023   | Kdo so politični in družbeni zmagovalci leta 2022 in zakaj? | Peter Gregorčič | Bernard Nežmah  |
| 67           | 8. januar 2023   | Predsednica DZ s Falconom na Dunaj, pogreb Zemljariča, vračanje v socializem?                                                                                                 | Peter Merše     | Peter Jančič    |
| 68           | 15. januar 2023  | Zadnja politična raziskava, vpliv Kučana, opravičevanje ministra Jankoviću in stavka                                                                                          | Peter Gregorčič | Edvard Kadič    |
| 69           | 22. januar 2023  | Ideje in pritiski tajkunov in medijev, vrh koalicije na Brdu, medijski molk o Gen-I aferi                                                                                     | Miran Videtič   | Bernard Nežmah  |
| 70           | 29. januar 2023  | Pogovor o novi knjigi Vojna za mir - Slovenija v vrtincu krize, aktualne politične teme                                                                                       | Boštjan M. Turk | Boštjan M. Turk |
| FEBRUAR 2023 |                  | |                 |                 |
| 71           | 5. februar 2023  | Aretacija ruskih vohunov, razmerja v desnici, izredne seje ter nujni zakoni v vladi                                                                                           | Peter Merše     | Peter Jančič    |
| 72           | 12. februar 2023 | Prešernova proslava v znamenju Svetlane Makarovič in Tine Gaber, kandidat Boštjan Poklukar, nesojena interpelacija Vrečko, začetek samostojne politične poti Logarja          | Peter Gregorčič | Miran Videtič   |
| 73           | 19. februar 2023 | Neuradno zadržanje zakona o RTV, o protestu gasilcev, najnovejši boji za pokojnine                                                                                            | Edvard Kadič    | Boštjan M. Turk |
| 74           | 26. februar 2023 | Balkanski posli Goloba v oddaji Tarča, začasno zadržanje novele zakona o RTV                                                                                                  | Edvard Kadič    | Bernard Nežmah  |
| MAREC 2023   |                  | |                 |                 |
| 75           | 5. marec 2023    | Nov protest upokojencev, razvpita Vera Jourova v Sloveniji, nasprotovanje Jankoviću                                                                                           | Peter Merše     | Peter Jančič    |
| 76           | 12. marec 2023   | Zadnje izjave in nastopi Goloba, vojna med SDS in NSi glede interpelacije vlade, nedavni obisk komisarke Jourove v zvezi z ustavno presojo zakona o RTV                       | Edvard Kadič    | Boštjan M. Turk |
| 77           | 19. marec 2023   | Intervju o finančnih, šolskih in zdravstvenih reformah Golobove vlade | Janez Šušteršič | Janez Šušteršič |
| 78           | 26. marec 2023   | Novi strateški sveti vlade in njihovi člani, Jenull na vladi, 2 verziji zdravstvene reforme                                                                                   | Peter Gregorčič | Miran Videtič   |
| APRIL 2023   |                  | |                 |                 |
| 79           | 2. april 2023    | O resničnem Robertu Golobu, zakaj je gradnja C0 kanala usodna za Jankovića?                                                                                                   | Boštjan M. Turk | Bernard Nežmah  |
| 80           | 9. april 2023    | Turizem predsednice DZ in poslanke Svobode v Afriki, diplomacija in damski program Golobove partnerke, pritiski na RTV Slovenija in tekma za izločanje ustavnih sodnikov      | Peter Merše     | Peter Jančič    |
| 81           | 23. april 2023   | Slovenska afriška diplomacija, reakcije Goloba, interpelacija vlade in padanje podpore                                                                                        | Miran Videtič   | Edvard Kadič    |
| 82           | 30. april 2023   | Analiza prvega leta po veliki zmagi Svobode na volitvah in prihodnost Roberta Goloba                                                                                          | Miran Videtič   | Bernard Nežmah  |
| MAJ 2023     |                  | |                 |                 |
| 83           | 7. maj 2023      | Dan svobode medijev in neodvisno novinarstvo v Sloveniji, počitnice Goloba na Siciliji in izogibanje aferi Milović, napad vrha politike na Ruparja, primer evtanazije pri nas | Peter Merše     | Peter Jančič    |
| 84           | 14. maj 2023     | Grožnje in objemi na Orlah, Kučanov spomenik osamosvojitve, kaj dogaja z Logarjem                                                                                             | Peter Gregorčič | Edvard Kadič    |
| 85           | 21. maj 2023     | Zaključevanje pravno političnega primera javne RTV, ideološki spopad na medijski sceni vključno s tviti, smo res na pragu državljanske vojne?                                 | Peter Gregorčič | Boštjan M. Turk |
| 86           | 28. maj 2023     | Kulturni boj in ideološki spopadi, novo društvo A. Logarja, spori z NSi na Twitterju                                                                                          | Miran Videtič   | Bernard Nežmah  |
| JUNIJ 2023   |                  | |                 |                 |
| 87           | 4. junij 2023    | Depolitizacija in osvobajanje RTV po odločitvi US in prevzem kontrole nad mediji                                                                                              | Peter Merše     | Peter Jančič    |
| 88           | 11. junij 2023   | Ozadje prvega leta vladavine Roberta Goloba ter razmere v opoziciji | Žiga Turk       | Žiga Turk       |
| 89           | 18. junij 2023   | Konec Ustavnega sodišča, primer Vesne Vuković, ali Bešič Loredan res mora stran, vloga javnosti manj znanega profesorja ljubljanske pravne fakultete Grege Strbana            | Peter Gregorčič | Edvard Kadič    |
| 90           | 25. junij 2023   | Medijski zemljevid Slovenije, dogajanje v Levici, pravnomočna kazen za M. Milovića                                                                                            | Boštjan M. Turk | Bernard Nežmah  |

### Sezona 4
| #              | Datum              | Teme | Komentatorja      | Komentatorja    |
| -------------- | ------------------ | --- | ----------------- | --------------- |
| AVGUST 2023    |                    | |                   |                 |
| 91             | 27. avgust 2023    | Naravne katastrofe kot politične priložnosti | Peter Gregorčič   | Miran Videtič   |
| SEPTEMBER 2023 |                    | |                   |                 |
| 92             | 10. september 2023 | Kaj pomeni vzpon Aste Vrečko na Levici; se lahko Bavčar po razsodbi vrne v politiko?                                                                                         | Aljuš Pertinač    | Edvard Kadič    |
| 93             | 17. september 2023 | Odstop 2 poslancev in trenja v Svobodi, propadla Toninova ponudba Anžetu Logarju, spopad za nove funkcije na RTV, milijoni in milijarde za sanacijo po poplavah              | Boštjan M. Turk   | Peter Jančič    |
| 94             | 24. september 2023 | Analiza Goloba v DZ in videa z Ano Roš, G. Soros in NVO-ji, namen Parad ponosa                                                                                               | Peter Merše       | Miran Videtič   |
| OKTOBER 2023   |                    | |                   |                 |
| 95             | 1. oktober 2023    | Aferi ministrice Sanje A. Hovnik glede potovanj in razpisov, ozadje čistke na RTV SLO                                                                                        | Edvard Kadič      | Bernard Nežmah  |
| 96             | 8. oktober 2023    | Odstop tožilca Škete, ministrice Ajanović Hovnik in menjave ministrov, rošade na RTV                                                                                         | Peter Merše       | Peter Gregorčič |
| 97             | 15. oktober 2023   | Ekskluzivni intervju o Platformi sodelovanja in aktualnih političnih temah                                                                                                   | Anže Logar        | Anže Logar      |
| 98             | 22. oktober 2023   | Ali je Golob res politično mrtev in kdaj bo odšel, o možnostih koalicije Svoboda-NSi, kraje na razpisih, molitev katoliške mladine vs. Allah Akbar na Trgu Republike         | Peter Jančič      | Edvard Kadič    |
| 99             | 29. oktober 2023   | Šarčev resničnostni šov in morebiten odstop, trenja v Svobodi in možna ustavna obtožba premierja, protest in solzivec pred Rogom                                             | Peter Merše       | Miran Videtič   |
| NOVEMBER 2023  |                    | |                   |                 |
| 100            | 5. november 2023   | Je R. Golob res politično truplo? Toninovo pismo članom NSi, ostro na slo. desnici                                                                                           | Miran Videtič     | Bernard Nežmah  |
| 101            | 12. november 2023  | Dogajanje na DARSu in kaj to pomeni na NSi, Golobovo spreminjanje izjav in laži, kaj pomeni pričanje Bobnarjeve in Lindava za premierjev stolček                             | Peter Gregorčič   | Edvard Kadič    |
| 102            | 19. november 2023  | Kaj se dogaja s premierjem in spopad klanov levice, vstop P. Gregorčiča v politiko                                                                                           | Boštjan M. Turk   | Peter Jančič    |
| 103            | 26. november 2023  | Dvojni intervju s predsednikom SLS ter nosilcem liste na EU volitvah na temo stanja Golobove vlade, potez Anžeta Logarja, možnosti J. Janše in krepitve desne sredine        | Marko Balažic     | Peter Gregorčič |
| DECEMBER 2023  |                    | |                   |                 |
| 104            | 3. december 2023   | Knjiga Boruta Pahorja, nove pomilostitve tihotapcev predsednice Musar, kaj bo storil Anže Logar in zakaj Goloba ni bilo na sejo Knovs-a                                      | Peter Merše       | Edvard Kadič    |
| 105            | 10. december 2023  | Famozni intervju predsednice države, novo zavezništvo L. Peterleta, z Niko Kovač nad Anžeta Logarja ter razmerje stadija Logar-Janša                                         | Miran Videtič     | Peter Jančič    |
| 106            | 17. december 2023  | Bizarni poziv predsednice za višjo plačo, bo KPK zapečatila usodo Goloba, poslanka Svobode bosa v DZ, brisanje komentarjev na novičarskih portalih                           | Boštjan M. Turk   | Edvard Kadič    |
| 107            | 24. december 2023  | Poraženci leta 2023: Prvih 10 po izboru komentatorjev | Peter Jančič      | Edvard Kadič    |
| 108            | 31. december 2023  | Zmagovalci leta 2023: Prvih 10 po izboru komentatorjev | Peter Merše       | Bernard Nežmah  |
| JANUAR 2024    |                    | |                   |                 |
| 109            | 7. januar 2024     | Kaj nam prinaša politično leto 2024? | Žiga Turk         | Janez Šušteršič |
| 110            | 14. januar 2024    | Brutalno dogajanje na RTV, kjer naj bi odpustili 600 ljudi, prihajajoča nova medijska zakonodaja, psiho-politično stanje Urške Klakočar Zupančič                             | Peter Merše       | Peter Jančič    |
| 111            | 21. januar 2024    | Ozadje mnogih novih političnih podkastov, afera Sodna stavba, vrnitev odvzetih krav                                                                                          | Miran Videtič     | Edvard Kadič    |
| 112            | 28. januar 2024    | Intervju s predsednikom stranke Glas upokojencev o pretekli in novi politični poti                                                                                           | Pavel Rupar       | Pavel Rupar     |
| FEBRUAR 2024   |                    | |                   |                 |
| 113            | 4. februar 2024    | Afera sodna stavba ali spopad med koalicijskima SD in Svobodo, kakšno vlogo ima v resnici Dominika Švarc Pipan in kaj bo storil premier Golob                                | Peter Merše       | Miran Videtič   |
| 114            | 11. februar 2024   | Državna afera nakupa sodne stavbe, ki je prerasla v koalicijski spopad, zakaj sedanje vodstvo SD nima alternative in zakaj izginjajo poslanci Levice                         | Sebastjan Jeretič | Bernard Nežmah  |
| 115            | 18. februar 2024   | Dogajanje v SD, Logarjeve politične ambicije in pravi namen platforme po oceni Janše                                                                                         | Aljuš Pertinač    | Peter Jančič    |
| 116            | 25. februar 2024   | Stanje, izzivi in prihodnost slovenske desnice v zvezi z SDS, NSi in Logarjem                                                                                                | Janez Pogorelec   | Vinko Gorenak   |
| MAREC 2024     |                    | |                   |                 |
| 117            | 3. marec 2024      | Vpliv spremljevalke predsednika vlade na politiko, stavka sindikata Fides ali ideološki spopad, obračun z Boštjanom Lindavom in incident na zadnji seji Državnega sveta      | Peter Merše       | Edvard Kadič    |
| 118            | 10. marec 2024     | Preiskave v aferah Litijska in Slovenski watergate, zakaj odhaja Vesna Vuković                                                                                               | Boštjan M. Turk   | Miran Videtič   |
| 119            | 17. marec 2024     | Pomen in teža Kučanovih besed o upravljanju države in Golobovem "perju", strategije komuniciranja premierja in njegov totalni spopad s KPK                                   | Peter Jančič      | Edvard Kadič    |
| 120            | 24. marec 2024     | Molk evroposlancev in politikov ob odpuščanju na RTV, zakaj verjeti v pravno državo, nenadna odpoved protesta kmetov, vse večja nevarnost kanala C0                          | Peter Gregorčič   | Bernard Nežmah  |
| 121            | 31. marec 2024     | Interpelacija Emilije S. Duh, Jankovićevi mafijski posli, kandidati za predsednika SD                                                                                        | Peter Merše       | Miran Videtič   |
| APRIL 2024     |                    | |                   |                 |
| 122            | 7. april 2024      | Politično vmešavanje komisarke Jourove v novelo zakona o RTV, kandidat Resnice za EP Bojan Potočnik in povezave z Rusijo, pogodba med Z. Martićem in Marto Kos               | Peter Jančič      | Edvard Kadič    |
| 123            | 14. april 2024     | Analiza znanih kandidatnih list za evropske volitve ter kandidata za komisarja T. Vesela                                                                                     | Aljuš Pertinač    | Miran Videtič   |
| 124            | 21. april 2024     | Intervju z 21-letno študentko in influencerko slovenske desnice o aktualnih temah                                                                                            | Zala Klopčič      | Zala Klopčič    |
| 125            | 28. april 2024     | Ozadje in fascinacije afere o ustavnem sodniku Klemnu Jakliču - kar mediji zamolčijo                                                                                         | Boštjan M. Turk   | Peter Jančič    |
| MAJ 2024       |                    | |                   |                 |
| 126            | 5. maj 2024        | Politično estradništvo in križarjenje premierja Goloba, Jankovićev prvomajski govor, kazenska ovadba ministrice Katič, prve ankete pred evropskimi volitvami                 | Aljuš Pertinač    | Miran Videtič   |
| 127            | 12. maj 2024       | Akt o svobodi medijev v luči odnosov ministrstva in RTV, ali bomo res priznali Palestino                                                                                     | Peter Merše       | Bernard Nežmah  |
| 128            | 19. maj 2024       | Prvi teden volilne kampanje, famozen nastop rektorja ljubljanske univerze pred napisom #FuckNato, druga kraja Golobove identitete, Logarjev intervju za Reporter             | Peter Merše       | Edvard Kadič    |
| 129            | 26. maj 2024       | Fajonova o pokojnem iranskem predsedniku, palestinska fronta vlade, analiza volilne kampanje Prebiliča in Gregorčiča, o kandidatu NSi, ki podpira akcije Inštituta 8. marec  | Miran Videtič     | Peter Jančič    |
| JUNIJ 2024     |                    | |                   |                 |
| 130            | 2. junij 2024      | Odstop Zvezdana Martića na RTV, vdor policije na Nova24TV, priznanje Palestine in usoda zunanje ministrice, analiza predzadnjega tedna volilne kampanje                      | Boštjan M. Turk   | Aljuš Pertinač  |
| 131            | 9. junij 2024      | Volitve v Evropski parlament 2024 - v živo | Edvard Kadič      | Aljuš Pertinač  |
| 132            | 16. junij 2024     | Intervju z najmlajšo slovensko evroposlanko, izvoljeno z devetega mesta liste SDS                                                                                            | Zala Tomašič      | Zala Tomašič    |
| 133            | 23. junij 2024     | Politični zemljevid po evropskih volitvah, uspeh P. Gregorčiča po preferenčnih glasovih, politična elita na tekmi Euro2024 v Nemčiji, bo Golob samo užival do konca mandata? | Peter Merše       | Miran Videtič   |
| 134            | 30. junij 2024     | Intervju o knjigi Kučan in Udba, na temo Kučana, tajnih prisluhov in pritiskov na Türka                                                                                      | Igor Omerza       | Igor Omerza     |

### Sezona 5
| #             | Datum             | Teme | Komentatorja       | Komentatorja       |
| ------------- | ----------------- | --- | ------------------ | ------------------ |
| OKTOBER 2024  |                   | |                    |                    |
| 135           | 13. oktober 2024  | Izstop Anžeta Logarja iz SDS, izživljanje sodnice nad nekdanjim sodnikom Radonjićem | Vinko Gorenak      | Sebastjan Jeretič  |
| 136           | 20. oktober 2024  | Kazenska ovadba Roberta Goloba, laži premierja o srečanjih s T. Bobnar in izgovori o rabi dvojine, izpadi predsednice DZ Urške K. Zupančič, Jankovićev boj za okolje                   | Tino Mamić         | Bernard Nežmah     |
| 137           | 27. oktober 2024  | Obisk Goloba pri Bidnu, scenarij Janeza Janše o destabilizaciji SDS in predčasnih volitvah, vlogi Logarja in Prebiliča, spor Tonina in Janše, dvig plač v javnem sektorju              | Igor Lukšič        | Jelko Kacin        |
| NOVEMBER 2024 |                   | |                    |                    |
| 138           | 3. november 2024  | Praznik Vseh svetih in njegovo preimenovanje, vprašanje pokopa Romov na Žalah, nizka podpora Golobovi vladi, vloga Trumpa in Harris v luči volitev 5. novembra v ZDA                   | Jože Možina        | Jan Zobec          |
| 139           | 10. november 2024 | Velika zmaga Donalda Trumpa, vpliv podpor zvezdnikov Hollywooda in Elona Muska, podpora Marti Kos in vpliv SDS v EPP, borbe za vrednote narodnoosvobodilnega boja                      | Igor Omerza        | Borut Rončević     |
| 140           | 17. november 2024 | Odpoved martinovanja v Krškem, razprava o zgodovinskih simbolih na goriški meji, omrežninski akt in poseg vlade v cene elektrike, ustanovitev Logarjevih Demokratov                    | Vida Petrovčič     | Igor Vovk          |
| 141           | 24. november 2024 | Intervju o Pohodu za življenje, pravicah nerojenih otrok in nasprotovanju splavu | Urša Cankar Soares | Urša Cankar Soares |
| DECEMBER 2024 |                   | |                    |                    |
| 142           | 1. december 2024  | Intervju o izstopu iz NSi, razklanosti slovenske politike in razmerah v svetu | Lojze Peterle      | Lojze Peterle      |
| 143           | 8. december 2024  | Intervju s prvoobtoženim v zadevi Trenta o 12-letnem krivičnem sojenju | Branko Kastelic    | Branko Kastelic    |
| 144           | 15. december 2024 | Protest proti krivosodju v Celju in spor na odboru DZ, zdravstvena reforma in pritisk na institucije, vloga nevladnih organizacij v politiki, pravica za izbrisane in politične dileme | Martin Nahtigal    | Janez Remškar      |
| 145           | 22. december 2024 | Neuspel predlog razrešitve Urške K. Zupančič, ministrske afere, vloga medijev pri oblikovanju javnega mnenja in političnih karier, vloga partnerke premierja Tine Gaber                | Janez Zupan        | Sebastjan Jeretič  |
| 146           | 29. december 2024 | Svetovne krize, vrnitev Donalda Trumpa in prelomni trenutki slovenske politike 2024 | Martin Nahtigal    | Bogomil Ferfila    |
| JANUAR 2025   |                   | |                    |                    |
| 147           | 5. januar 2025    | Pogled v 2025: zadeva Trenta in nov medijski zakon Aste Vrečko | Ernest Petrič      | Žiga Turk          |
| 148           | 12. januar 2025   | Spopad zgodovinarjev: Dražgoška bitka, njena vloga in razhajanje 83 let pozneje | Jože Možina        | Martin Premk       |
| 149           | 19. januar 2025   | Inavguracija Donalda Trumpa, povabljenci iz Slovenije | Vinko Gorenak      | Igor Lukšič        |
| 150           | 26. januar 2025   | Trumpova velika vrnitev, prvi izvršni ukazi, vloga slovenske družine, vpliv na prihodnost                                                                                              | Branko Grims       | Vladimir Prebilič  |
| FEBRUAR 2025  |                   | |                    |                    |
| 151           | 2. februar 2025   | Aktualno v slovenski in mednarodni politiki | Vida Petrovčič     | Jelko Kacin        |
| 152           | 9. februar 2025   | Razkritja o vplivu USAID-a tudi na Slovenijo, samoovadba šefa Darsa, ali oblastniki v Sloveniji že odkrito obvladujejo državo, kritike akademske elite zoper Jankovića                 | Stane Granda       | Peter Jančič       |
| 153           | 16. februar 2025  | Pogrom nad Metko Zorc: Intervju z direktorico Medicorja | Metka Zorc         | Metka Zorc         |
| 154           | 23. februar 2025  | Sodobna hladna vojna in odnos Trump-Putin, protivladni shod Pavla Ruparja, politična (ne)stabilnost koalicije, papež Frančišek v bolnišnici, je Vatikan okrepil ali oslabil?           | Janez Juhant       | Bernard Nežmah     |
| MAREC 2025    |                   | |                    |                    |
| 155           | 2. marec 2025     | Interpelacija vlade, razkol v opoziciji, carinska vojna Donalda Trumpa | Vinko Gorenak      | Andrej Šter        |
| 156           | 9. marec 2025     | Oboroževanje z ReArm Europe, Trumpov mirovni načrt, skrivnostna nakazila Gen-I | Jelko Kacin        | Valentin Areh      |
| 157           | 16. marec 2025    | Kristjanofobija v Sloveniji, razvrat v Državnem zboru, okoljske grožnje | Aleš Primc         | Janez Pogorelec    |
| 158           | 23. marec 2025    | Infrastrukturni projekti vlade, solarizacija, aneksi k pogodbam | Miloš Čirić        | Sebastjan Jeretič  |
| 159           | 30. marec 2025    | Stanovanjska politika vlade, demografski izzivi Slovenije, pobude EK za 72-urne zaloge                                                                                                 | Jasmina Opec Vöros | Žiga Turk          |
| APRIL 2025    |                   | |                    |                    |
| 160           | 6. april 2025     | Intervju s kardinalom Rodetom: Obisk Frančiška ter priljubljenost komunizma v Sloveniji                                                                                                | Franc Rode         | Franc Rode         |
| 161           | 13. april 2025    | Dodatki k pokojninam ZZB borcev in nov referendum o pokojninah kulturnikov | Janez Podobnik     | Jože Jerovšek      |
| 162           | 20. april 2025    | Intervju: Ozadja afere Trenta, obtožbe o ponaredbah in pričanje Golobovega ministra | Franci Matoz       | Franci Matoz       |
| 163           | 27. april 2025    | Praznik upora proti okupatorju, slovenska rimokatoliška cerkev, nedostojnost premierja                                                                                                 | Jože Plut          | Martin Nahtigal    |
| MAJ 2025      |                   | |                    |                    |
| 164           | 4. maj 2025       | Resnica o prazniku dela, ali sindikati res zastopajo delavce, nove obdavčitve in reforme Golobove vlade, množično zaposlovanje v javnem sektorju 2024                                  | Matej Rigelnik     | Tom Zalaznik       |
| 165           | 25. maj 2025      | Intervju z izraelskim veleposlanikom v Sloveniji: Vojna v Gazi in odnos države do Izraela                                                                                              | Zeev Boker         | Zeev Boker         |
| JUNIJ 2025    |                   | |                    |                    |
| 166           | 8. junij 2025     | Intervju z zgodovinarjem grofom Tolstojem: UDBA in povojni poboji na Slovenskem | Nikolaj Tolstoj    | Nikolaj Tolstoj    |
| 167           | 15. junij 2025    | Soočenje pretepenega župana in predstavnika Romov: Problematika na Dolenjskem | Samo Pogorelc      | Jožek Horvat Muc   |
| 168           | 22. junij 2025    | Intervju z ekonomomom mariborske nadškofije: Kdo je kriv za njen bankrot? | Mirko Krašovec     | Mirko Krašovec     |
| 169           | 29. junij 2025    | Po napadu ZDA na Iran, kaj so se zmenili na vrhu NATO? | Vinko Gorenak      | Andrej Šter        |